# Episodi di The Night Shift (quarta stagione)
La quarta e ultima stagione della serie televisiva The Night Shift, composta da 10 episodi, è stata trasmessa in prima visione assoluta negli Stati Uniti d'America da NBC dal 22 giugno al 31 agosto 2017.
In Italia la stagione è stata interamente pubblicata sul servizio on demand Infinity TV il 18 ottobre 2017.
| nº | Titolo originale | Titolo italiano                    | Prima TV USA   | Pubblicazione Italia |
| -- | ---------------- | ---------------------------------- | -------------- | -------------------- |
| 1  | Recoil           | Il prezzo delle cose               | 22 giugno 2017 | 18 ottobre 2017      |
| 2  | Off the Rails    | Ciò che siamo                      | 29 giugno 2017 | 18 ottobre 2017      |
| 3  | Do No Harm       | Microchirurgia                     | 6 luglio 2017  | 18 ottobre 2017      |
| 4  | Control          | Mai arrendersi                     | 13 luglio 2017 | 18 ottobre 2017      |
| 5  | Turbulence       | Turbolenza                         | 20 luglio 2017 | 18 ottobre 2017      |
| 6  | Family Matters   | Questioni di famiglia              | 27 luglio 2017 | 18 ottobre 2017      |
| 7  | Keep the Faith   | Onore, dignità e fede              | 10 agosto 2017 | 18 ottobre 2017      |
| 8  | R3B0OT           | R3BØOT                             | 17 agosto 2017 | 18 ottobre 2017      |
| 9  | Land of the Free | Addestramento per medici di guerra | 24 agosto 2017 | 18 ottobre 2017      |
| 10 | Resurgence       | Rinascita                          | 31 agosto 2017 | 18 ottobre 2017      |

## Il prezzo delle cose
- Titolo originale: Recoil
- Scritto da: Brian Anthony
- Diretto da: Marisol Adler

### Trama
Julian Cummings ha ufficialmente rilevato il pronto soccorso e licenziato Topher; per protesta, gran parte del personale, tra cui Paul, Drew e Jordan, si è dimesso, mentre Kenny e Shannon non possono permettersi di perdere il lavoro e sono costretti a rimanere. Dopo due giorni di ricerche, Jordan e Drew trovano Mac, sopravvissuto all'incendio, e lo portano in un ospedale militare, dove riescono a stabilizzarlo; il tumore di Mac, però, è avanzato al punto da lasciargli soltanto poche ore di vita, e Jordan manipola Cummings per indurlo ad esaminare il suo caso. Cummings, resosi conto che non riuscirà mai ad ottenere la lealtà dello staff, accetta di operare Mac a patto che Jordan riprenda la direzione del turno di notte e convinca il resto del personale a tornare. Jordan riflette su quello che ha dovuto fare per aiutare Mac e realizza di non essere disposta a rinunciare ai propri principi in nome del lavoro; la donna controbatte quindi alla proposta di Cummings offrendogli di stringere una collaborazione con l'associazione veterani per condividerne i fondi, così da sanare le finanze dell'ospedale, in cambio della riassunzione dello staff, inclusi Paul e Topher. Cummings, colpito, accetta l'offerta. Un uomo di nome Melvin viene ricoverato in grave stato confusionale dopo essere stato sorpreso a tentare di distruggere una lavanderia; il paziente è così violento che soltanto il brusco intervento di Cain Diaz, un infermiere appena assunto al turno di notte, risolve la situazione. Tornato in sé, Melvin si scusa per l'accaduto e nega di aver assunto droghe, ma Shannon e Kenny sono scettici. Gli esami rivelano che Melvin era davvero sotto l'effetto di stupefacenti, ma Cain convince Shannon a condurre ulteriori indagini e si scopre che Melvin, in realtà un mite violoncellista, è stato incastrato da un vicino che non sopportava la sua musica; tutto si risolve per il meglio, ma Kenny non approva le iniziative personali di Cain e decide di tenerlo d'occhio. Paul e Drew intervengono per soccorrere i feriti in un incidente ad un luna park; la situazione si complica quando Drew deve liberare due ragazze rimaste bloccate su una giostra a decine di metri d'altezza ed una di esse, nel panico, rischia di far precipitare la torretta dei soccorritori. In Siria, intanto, TC viene soccorso da alcuni combattenti curdi che lo informano che il campo è stato bombardato dall'ISIS. Uno dei terroristi viene ferito e fatto prigioniero e i curdi, dopo averlo torturato, lo abbandonano, offrendo invece a TC di unirsi alla loro causa. TC rifiuta e, preso con sé il terrorista, parte alla ricerca di Syd, catturata dagli uomini del califfato.
- Guest star: Mac Brandt (Mac Reilly), Rana Roy (dott.ssa Amira Anawi), Raphael Sbarge (medico), Kelli Berglund (Sofia), Jaylen Moore (Omar), Madalyn Horcher (Abby Carpenter), R. Marcos Taylor (Melvin), Mark Consuelos (Cain Diaz), James McDaniel (dott. Julian Cummings).
- Altri interpreti: Trina Siopy (paramedico Sara), Laura Norman (infermiera), Howard Ferguson, Jr. (pompiere Ed), Diane Villegas (reporter), Omin Zader (Farooq), Rosa Estrada (pilota).

## Ciò che siamo
- Titolo originale: Off the Rails
- Scritto da: Tom Garrigus
- Diretto da: Oz Scott

### Trama
Omar, il terrorista salvato da TC, conduce il medico al rifugio del suo gruppo e qui trovano Syd, prigioniera ma incolume. I guerriglieri decidono di giustiziare immediatamente TC e Syd, ma a sorpresa è proprio Omar a tirarli fuori dai guai: l'uomo, un foreign fighter giunto da Londra per unirsi all'ISIS, si è infatti reso conto della barbarie del califfato e ha scelto di disertare. TC e Syd gli propongono di aiutarli a raggiungere una base americana in cambio della possibilità di tornare a casa e Omar accetta. Lungo la strada, Omar ha un malore a causa delle torture subite; Syd, consapevole che all'uomo non verrà comunque concessa la libertà dopo tutto quello che ha fatto, vorrebbe abbandonarlo, ma TC si rifiuta di lasciarlo morire e riesce a salvarlo operandolo con mezzi di fortuna. I tre riescono infine a raggiungere la base, ma TC, dopo l'esperienza vissuta, decide di rimanere in Siria, determinato a salvare quante più vite possibile; Syd riparte invece per gli Stati Uniti. Abby, una delle due ragazze soccorse al luna park, viene ricoverata a causa della riapertura di una ferita chirurgica provocata dall'incidente; Scott riesce a salvarla, ma si scopre che la ragazza è incinta malgrado un tentato aborto e che la procedura è stata eseguita così malamente da lesionarle l'intestino. La madre di Abby, una militare rientrata brevemente per una licenza, si prende la colpa, sentendo di non essere stata abbastanza presente nella vita della figlia; parlando con lei, Drew si rende conto di dover ancora imparare a gestire appieno le sue nuove responsabilità di padre. Parallelamente, Cummings cerca di essere al tempo stesso il padre e il capo di Paul, e Scott si offre di dirigere il polo chirurgico per dargli la possibilità di recuperare il rapporto con il figlio; Julian non ne vuole sapere, ma cambierà idea quando un'intuizione di Paul si rivelerà determinante per salvare la vita di Sofia, l'amica di Abby, ricoverata con una grave ipotensione complicata dall'abuso di cocaina. La ragazza, come Abby, è alle prese con genitori poco presenti, e sarà proprio Paul a rimetterli in riga. Shannon si rende conto che Cain ha competenze decisamente avanzate per un infermiere; messo alle strette, l'uomo confessa di essere in realtà un medico e di aver lasciato il Messico per cercare un'esistenza migliore. Jordan, allora, lo licenzia e lo riassume come medico interno, con grande disappunto di Kenny. L'episodio si chiude con la tragica notizia della morte di Topher e di una delle sue figlie, deceduti in un incidente d'auto.
- Special guest star: Jennifer Beals (dott.ssa Syd Jennings).
- Guest star: Mac Brandt (Mac Reilly), Rana Roy (dott.ssa Amira Anawi), Kelli Berglund (Sofia), Madalyn Horcher (Abby Carpenter), Kyla Kenedy (Briana), Amanda Brooks (Dana Carpenter), Jaylen Moore (Omar), Mark Consuelos (Cain Diaz), James McDaniel (dott. Julian Cummings).
- Altri interpreti: Esodie Geiger (infermiera Molly Ramos), Alma Sisneros (infermiera Jocelyn Diaz), Curtis A. Plagge (Otto), Mona Lisa Malec (Fraley), Jahan Khalili (capo dei ribelli), Nick Hermz (jihadista), Stephen Hardin (soldato), Julie Hanna (donna arrabbiata), Sale Taylor (ribelle).

## Microchirurgia
- Titolo originale: Do No Harm
- Scritto da: Milla Bell-Hart
- Diretto da: Marisol Adler

### Trama
Un mese dopo la morte di Topher, Jordan e Cain soccorrono due operai rimasti feriti dall'esplosione di una pompa: uno di essi, Lee, ha perso una mano, mentre l'altro, Travis, è stato impalato attraverso il torace da un frammento di trivella. Il polso di Lee non può sostenere l'intervento di riattacco, e Scott decide di trapiantargli momentaneamente la mano su una gamba in modo da mantenerne vitali i tessuti finché il braccio non sarà guarito; improvvisamente, Lee inizia ad accusare segni di saturnismo, ma Drew riesce a stabilizzarlo in tempo per l'intervento. Annie chiede a Scott di seguire il caso di Alan, un veterano con problemi cardiaci. Alan è un alcolista che frequenta lo stesso gruppo di Scott e si sente in colpa verso di lui per averlo spinto a bere in seguito all'incidente di Malik Martin; Scott non vuole avere niente a che fare con lui, ma alla fine capisce che è giusto dare una seconda possibilità ad Alan esattamente come Malik ha fatto con lui, e accetta di intervenire quando le condizioni di Alan peggiorano a causa della rottura di un aneurisma. In Siria, TC è di stanza alla base Yuma e continua la sua opera di assistenza affiancato da un medico locale, la dottoressa Amira Anawi; un bambino con un'infezione da vermi rischia la vita, e TC ottiene l'autorizzazione a ricoverarlo alla base in cambio di informazioni sull'ISIS da parte della madre del ragazzino. Tutto si conclude per il meglio, ma Amira avvisa TC che ciò che ha fatto non sarà privo di ripercussioni: poco dopo, infatti, una pattuglia viene mandata ad esplorare un sito indicato dalla madre del bambino, ma l'informazione si rivela falsa e i soldati vengono attaccati. Jordan e Annie hanno un chiarimento: Annie le confessa di essere sempre stata innamorata di TC e le chiede perdono per averla ferita; Jordan, da parte sua, ammette di non essere stata la compagna ideale per TC, e le due donne si riappacificano. Ormai serena, Annie chiude la sua storia con Scott, il quale è riuscito a risolvere la sua questione con Alan e riconosce che entrambi hanno bisogno di un periodo di lontananza per ritrovare se stessi. Tre giorni dopo, Annie, partita per un viaggio tra le montagne, si toglie la vita gettandosi in un fiume.
- Guest star: Sarah Jane Morris (Annie Callahan), Rana Roy (dott.ssa Amira Anawi), Brad Carter (Lee Harris), Yasmine Aker (Rasha), Mark Consuelos (dott. Cain Diaz).
- Altri interpreti: Esodie Geiger (infermiera Molly Ramos), Alma Sisneros (infermiera Jocelyn Diaz), Trina Siopy (paramedico Sara), Howard Ferguson, Jr. (pompiere Ed), Preston James Hillier (Alan Apone), Ama Zathura (Debby), Tyrone L. Woodley (Travis), Vivian Nesbitt (dott.ssa Dominguez), Peter Diseth (chirurgo), Julian Gopal (Hassan), Alex Gopal (ragazzino).

## Mai arrendersi
- Titolo originale: Control
- Scritto da: Joe Hortua
- Diretto da: Oz Scott

### Trama
Shannon, Scott, Paul e Kenny seguono il caso di Tina, una ragazza sfigurata da un enorme neurofibroma. Il tumore risulta rimovibile, ma Carl, il nonno di Tina, è un testimone di Geova e rifiuta di lasciar sottoporre la nipote all'intervento; disperata, Tina cerca di tagliarsi da sola il tumore con un bisturi. L'emorragia sembra inarrestabile, ma Scott non si arrende e alla fine, dopo oltre un'ora di rianimazione, riesce a salvare Tina e a rimuovere il tumore. Più tardi, Scott spiegherà ad una sbalordita Jordan di non aver insistito per motivazioni mediche, ma semplicemente perché era convinto di farcela, e promette di non perdere mai più la fiducia in se stesso. Drew si occupa di Arthur, un paziente apparentemente ipocondriaco che si rivela essere in realtà un attore che si è finto malato per partecipare ad una trasmissione televisiva; scoperto, Arthur si pente e per fare ammenda aiuta Drew a riavvicinarsi alla madre, con la quale non aveva più contatti da anni. Jordan e Cain soccorrono Martin Easton, uno scalatore rimasto ferito in seguito ad una caduta. Martin è un ex militare e soffre di stress post-traumatico, ma rifiuta di sottoporsi alla terapia e Jordan chiede a Mac di provare a parlare con lui. L'aiuto di Mac si rivela determinante e Jordan, colpita, gli offre di lavorare a tempo pieno con i veterani. In Siria, TC partecipa all'estrazione della pattuglia rimasta intrappolata a causa della falsa informazione che lui stesso ha involontariamente contribuito a diffondere; la squadra di soccorso, comandata dall'ufficiale Greggs, riesce nell'impresa, ma Greggs rimane gravemente ferito e TC e Amira riescono a salvarlo per il rotto della cuffia. TC, scosso, comprende l'enormità dell'errore commesso e si ripromette di essere d'ora in poi meno impulsivo.
- Guest star: Mac Brandt (Mac Reilly), Rana Roy (dott.ssa Amira Anawi), Mark Consuelos (dott. Cain Diaz), Camille Hyde (Tina Mills), John Cothran (Carl Mills), Dominic Burgess (Arthur Wilson), Michael Graziadei (Martin Easton), Chido Nwokocha (Greggs), Zeeko Zaki (Duke).
- Altri interpreti: Esodie Geiger (infermiera Molly Ramos), Alma Sisneros (infermiera Jocelyn Diaz), Trina Siopy (paramedico Sara), Maureen Fernando (infermiera Viki), Jack Forcinito (comandante).

## Turbolenza
- Titolo originale: Turbulence
- Scritto da: Alan McElroy
- Diretto da: Timothy Busfield

### Trama
Drew e Rick sono in volo verso San Antonio per accompagnare la madre di Drew, Lily, a conoscere Briana. Lily non nasconde a Rick di aver ancora difficoltà ad accettare le scelte di Drew, ma quando a bordo si diffonde un'epidemia di ciguatera, un'intossicazione causata da pesce contaminato, la famiglia deve unirsi per fare fronte all'emergenza; Drew, Rick e Lily riescono a far partorire con successo una donna operando un cesareo con mezzi di fortuna, e Lily, commossa dal valore del figlio e del genero, accetta finalmente la sua nuova famiglia. Jordan, Kenny, Shannon, Cain e Paul rappresentano il turno di notte in una gara di beneficenza e Jordan accetta una scommessa con la squadra del turno di giorno: sei mesi di lavoro straordinario in caso di sconfitta. Grazie alle prestazioni di Kenny, il turno di notte sembra avere la vittoria in tasca, ma una banale discussione tra Kenny e Paul rischia di mandare tutto a monte; per fortuna, alla fine tutto si sistemerà. Scott ha un'avventura con Elise, una donna conosciuta su un sito per incontri, ma le cose si complicano quando Elise ha un leggero attacco di cuore e deve essere ricoverata al pronto soccorso per accertamenti. Elise si rende conto che Scott ha una dipendenza che sta scaricando sul lavoro e gli consiglia di sfogarsi con il sesso. A Yuma viene ricoverato un soldato rimasto ferito da un ordigno che gli è rimasto conficcato in corpo; la bomba è ancora innescata, e TC e Amira, assistiti da un artificiere, rischiano la vita per rimuoverla senza provocare una catastrofe. Durante l'intervento, Amira soffre di un'improvvisa paralisi ad una mano e TC è costretto ad allontanarla, ma alla fine tutto si conclude per il meglio e l'ordigno viene rimosso e fatto brillare in sicurezza. TC capisce che Amira è affetta da sclerosi multipla e la esorta a seguirlo in Texas per farsi curare; Amira decide però di farsi ricoverare a Londra, così da poter rivedere il marito. TC, che aveva iniziato una relazione con lei, rimane perplesso, ma accetta la situazione e perdona Amira per avergli nascosto la verità.
- Guest star: Luke Macfarlane (Rick Lincoln), Angela Gots (Elise Shaw), Rana Roy (dott.ssa Amira Anawi), Becky Ann Baker (Lily Alister), Mark Consuelos (dott. Cain Diaz), Akbar Gbajabiamila (Akbar), Drew Rausch (Matt), Max Adler (caporale Steven Mason), Jennifer Hall (Megan Walters), Kyla Kenedy (Briana), Linda Park (hostess).
- Altri interpreti: Esodie Geiger (infermiera Molly Ramos), Alma Sisneros (infermiera Jocelyn Diaz), Trina Siopy (paramedico Sara), Estrella Avila (infermiera Anna), Ruben Rivera Laguna (Erik), Grant Garrison (Fred), Anthony Nuccio (passeggero ubriaco), La'Charles Trask (membro dell'equipaggio).

## Questioni di famiglia
- Titolo originale: Family Matters
- Scritto da: Tom Garrigus
- Diretto da: Eoin Macken

### Trama
Kenny partecipa ad un corso di lotta organizzato da Drew come parte del programma di sostegno per veterani; durante un incontro di allenamento, Locke, un nuovo membro del gruppo, gli procura una lesione alla spina dorsale che lo lascia temporaneamente paralizzato. Drew, scosso per l'accaduto, ha una brutta discussione con Mac; la tensione tra i due amici peggiora quando un'indagine clinica rivela che Locke è stato espulso dall'esercito a causa di gravi problemi mentali e Mac ha comunque insistito per inserirlo nel programma nonostante sapesse tutto. Il caso di Kenny viene seguito da Scott con l'aiuto della neoassunta Bella Cummings, urologa e sorella maggiore di Paul. Cain e Shannon soccorrono una ragazzina di dodici anni, Naya, sopravvissuta ad un devastante incendio in un albergo. Izzy, la sorella maggiore di Naya, è stranamente riluttante a contattare i genitori, e i medici non tardano a scoprirne il motivo: Naya è infatti affetta da gonorrea, che ha contratto perché costretta a prostituirsi assieme ad Izzy, con la quale non ha in realtà alcun legame, da una donna coinvolta in un giro di pedofilia. Izzy non intende sporgere denuncia, ma grazie a Shannon trova la forza di aprirsi e grazie alla sua deposizione la polizia arresta Ted Rogers, un apparentemente eroico pompiere rimasto ferito nell'incendio che in realtà si trovava all'albergo per abusare di Naya. Quest'ultima può così ricongiungersi con i suoi genitori e Izzy ha modo di cominciare una nuova vita. TC rientra in Texas per prendere la vecchia auto di Topher, che l'amico gli ha lasciato in eredità, e chiede a Jordan di accompagnarlo; la donna accetta, ma non gli rivela di avere appena iniziato una storia con Cain. Alla fine del turno, Drew si riappacifica con Mac, ma quest'ultimo viene aggredito da Locke che, in preda ad una crisi psicotica, lo pugnala ripetutamente, lasciandolo in fin di vita.
- Guest star: Mac Brandt (Mac Reilly), Ryan Simpkins (Izzy), Erica Tazel (dott.ssa Bella Cummings), Megan Ketch (Julie Rogers), Kevin Ryan (Ted Rogers), Val Lauren (Locke), Mark Consuelos (dott. Cain Diaz).
- Altri interpreti: Esodie Geiger (infermiera Molly Ramos), Alma Sisneros (infermiera Jocelyn Diaz), Trina Siopy (paramedico Sara), Liliana Wray (Naya), Ryan Begay (ufficiale Estrada), Michael Lehr (Ford), Denielle Fisher Johnson (cameriera).

## Onore, dignità e fede
- Titolo originale: Keep the Faith
- Scritto da: Brian Anthony
- Diretto da: Timothy Busfield

### Trama
Durante le esequie di Mac, deceduto in seguito all'aggressione di Locke, un gruppo di manifestanti omofobi interviene insultando la memoria dell'uomo; Drew cede alle provocazioni e scatena una rissa che si conclude con il ferimento del senatore e veterano Xavier Arnold, infilzato nella schiena con l'asta di una bandiera, del manifestante Clark e di una ex fotografa militare di nome Ananya. Kenny e Diaz hanno in cura Clark, ma Kenny non riesce ad essere obiettivo e tratta l'uomo con superficialità; alla fine, si scopre che Clark è un veterano e un infiltrato speciale incaricato di incastrare i manifestanti, e Kenny è costretto a fargli le proprie scuse. Drew si occupa di Ananya, che gli confida di essere stata congedata con disonore perché rimasta coinvolta suo malgrado in uno scandalo militare; Ananya sta perdendo la vista perché affetta da retinite pigmentosa e prima di ritirarsi vorrebbe riuscire a riscattarsi professionalmente. TC e Scott seguono il caso di Arnold e TC rimuove la scheggia direttamente in pronto soccorso, scavalcando Scott, nonostante quest'ultimo consigliasse l'intervento chirurgico per evitare danni alla spina dorsale. Scott è furioso, e Jordan è costretta ad imporre una scelta a TC: tornare a tempo pieno come medico interno o dimettersi definitivamente e rimanere con l'esercito. Drew è molto ostile nei confronti di Arnold a causa del fatto che l'uomo, suo commilitone quand'era di stanza in Medio Oriente, giunse in ritardo per soccorrere la squadra di Drew durante un attacco, provocando indirettamente la morte di diversi soldati; TC, scambiando qualche parola con Arnold, scopre che il senatore ha mentito per favorire la propria carriera politica e non è affatto l'eroe di guerra che tutti credono. Arnold, tuttavia, è anche il benefattore che ha fatto avere all'ospedale i fondi per i veterani, e TC e Drew si rendono conto che sbugiardarlo porterebbe soltanto danni. Drew, allora, offre ad Arnold il proprio silenzio in cambio dell'assunzione di Ananya nel suo staff, e il senatore accetta. Paul e Shannon si occupano di Doug, un reduce che si presenta al pronto soccorso lamentando dolori alla testa provocati da una scheggia rimasta conficcata durante un bombardamento; le analisi, però, rivelano che non c'è alcuna scheggia e che il malessere di Doug è quindi di origine psicosomatica. I medici capiscono che Doug è rimasto traumatizzato dalle torture subite in guerra e Paul decide di inscenare un intervento di rimozione; dopo un incontro con alcuni veterani, però, Doug ritrova l'onore e la dignità che sentiva di aver perso e lascia l'ospedale con animo sereno.
- Guest star: Yvonne Valadez (Ananya), Josh Kelly (Xavier Arnold), Wes Chatham (Clark Doss), Ryan Ahern (Shea), Dan Lauria (Douglas "Doug" Stratton), J.W. Cortes (tenente Powers), Mark Consuelos (dott. Cain Diaz).
- Altri interpreti: Esodie Geiger (infermiera Molly Ramos), Alma Sisneros (infermiera Jocelyn Diaz), Rob Tode (veterano #1), Michael Sare (veterano #2), Rosa Estrada (veterano #3), Matthew Metzler (leader dei manifestanti), Conrad Padilla (Lawless), Manda Emery (reporter #1), Denver Johnson (reporter #2).
- Veterani: Denver Johnson, Robert Tode (Aviazione), Brian Anthony, Conrad Padilla, Josh Kelly, Michael Briscoe, Rosa Estrada, Ryan Ahern, Toby Montoya, Yvonne Valadez (Esercito), Manda Emery (Guardia Costiera), J.W. Cortes, Dan Lauria (Marines), Matt Metzler, Michael Sare, Wes Chatham, Timothy Busfield (Marina).
- Nota: l'episodio è dedicato ai reduci di guerra di tutti i corpi delle forze armate statunitensi e vede la partecipazione di veterani reali, che hanno contribuito anche alla sceneggiatura.

## R3BØOT
- Titolo originale: R3B0OT
- Scritto da: Tom Garrigus e Sharon Sommers
- Diretto da: Terrell Clegg

### Trama
L'ospedale è sotto attacco di un hacker che ha manomesso tutte le apparecchiature, gettando il pronto soccorso del caos e mettendo in pericolo la vita dei pazienti. Shannon segue il caso di Joan, una donna diabetica ricoverata con una gravissima emorragia gastrica provocata dall'abuso di alcool; Joan, già paziente di Cain, non vuole che sia Shannon a curarla a causa di precedenti contrasti, ma Shannon non si arrende e riesce a salvarla, guadagnandosi il rispetto di Joan. Drew si occupa di Diego, un adolescente ricoverato per una caduta dallo skateboard che gli ha causato un ematoma che preme sul cervello; durante il trasporto in sala operatoria, la corrente salta a causa dell'attacco informatico e Drew è costretto ad operare il ragazzo in ascensore con un kit da ferramenta e con la sola assistenza di Kenny. TC, che collabora temporaneamente con la S.W.A.T. in attesa di tornare in Siria, tenta di salvare un membro della squadra di Rick rimasto ferito durante una sparatoria; costretto comunque a ricoverarlo, riesce ad operarlo con mezzi di fortuna, salvandogli la vita. L'attacco all'ospedale ha reso pubbliche le note stilate da Jordan sul personale in qualità di capo del turno: Shannon rimane offesa e ferita di scoprire che il giudizio di Jordan su di lei è tutt'altro che positivo. Julian Cummings è infine costretto a pagare il riscatto richiesto dall'hacker, finendo in bancarotta e mettendo in seria difficoltà le precarie finanze dell'ospedale; più tardi, Cummings confida a Scott di essersi già dovuto indebitare per l'acquisto del San Antonio Memorial, ma di averlo fatto volentieri pur di rendere felice Paul. Drew ha deciso di diventare un ranger, ma non ha il coraggio di rivelare a Rick di aver già sostenuto la selezione di essere stato ammesso; dopo la nottata appena trascorsa, Drew riesce finalmente a parlargliene, ma Rick è molto deluso di essere stato tenuto all'oscuro. Kenny ha cominciato una storia con Bella, ma Paul non la prende bene e alla fine del turno confida a Shannon di temere che l'amico finirà con il ritrovarsi per l'ennesima volta con il cuore spezzato. Jordan, impressionata dall'efficienza di TC e Drew durante l'emergenza, decide di avviare un centro per l'addestramento dei medici di guerra, cosa che permetterebbe al San Antonio Memorial di ottenere dal Dipartimento della Difesa i fondi che salverebbero l'ospedale dal collasso, e propone a TC di rimanere come istruttore. TC le promette di pensarci, ma subito dopo riceve una telefonata di Amira, ora divorziata, che lo informa di aver lasciato il marito e gli offre di lavorare con lei in un centro chirurgico appena aperto in Siria; combattuto, TC non sa cosa rispondere.
- Guest star: Rana Roy (dott.ssa Amira Anawi), Luke Macfarlane (Rick Lincoln), Erica Tazel (dott.ssa Bella Cummings), Fabrizio Guido (Diego), Michael Lehr (Ford), Kyle S. More (Pat Perillo), Chris Conner (Andy), James McDaniel (dott. Julian Cummings).
- Altri interpreti: Esodie Geiger (infermiera Molly Ramos), Alma Sisneros (infermiera Jocelyn Diaz), Trina Siopy (paramedico Sara), Andres Segura (infermiere Ray), Rosa Estrada (elicotterista), Mona Lisa Malec (Joan Fraley), Quinn Mander (Milorad), Estrella Avila (dott.ssa Ellen Jones), David Christian Welborn (infermiere Everett).

## Addestramento per medici di guerra
- Titolo originale: Land of the Free
- Scritto da: Francesca Butler
- Diretto da: Gabe Sachs

### Trama
TC e Jordan assistono la S.W.A.T. durante un'operazione in un centro di detenzione per immigrati clandestini: Romero, un violento spacciatore espulso più volte, ha preso in ostaggio un poliziotto e minaccia di ucciderlo se non verrà rilasciato. Romero viene neutralizzato e portato al pronto soccorso per essere medicato e TC, preoccupato per le precarie condizioni igieniche del centro, riesce a far ricoverare per una profilassi anche gli altri detenuti. Le analisi rivelano i primi segnali di un'epidemia di meningite; tra gli ammalati c'è la madre di Angel, un bambino che da grande vorrebbe diventare un medico. La polizia di confine dispone che tutti i clandestini sani vengano immediatamente rimpatriati; Angel, pur di rimanere con la madre, s'induce un'overdose di farmaci e Shannon, Kenny e Scott riescono a salvarlo per un soffio effettuando una lavanda gastrica. Jordan, per fare fronte all'epidemia, è costretta a richiamare Cain, in quel momento fuori servizio, ma quest'ultimo è costretto a fuggire in Messico perché inseguito da qualcuno intenzionato ad ucciderlo. Max, una guardia del centro di detenzione, viene ricoverato in seguito all'aggressione di Romero: Max è a sua volta un immigrato messicano e ha ottenuto la cittadinanza dopo molti anni di sacrifici e duro lavoro, ciononostante giudica con molta durezza i clandestini. Paul, che in quanto figlio di madre nigeriana conosce molto bene le difficoltà cui vanno incontro coloro che emigrano, è turbato e non capisce perché Max abbia scelto un lavoro che, apparentemente, impedisce ad altri come lui di cercare un'esistenza migliore, e Max gli spiega di essere determinato ad impedire che le speranze di brave persone come Angel e sua madre vengano distrutte per colpa di gente come Romero. Quest'ultimo riesce a fuggire e a nascondersi nei condotti di aerazione dell'ospedale, ma TC riesce a stanarlo, risolvendo la situazione. Jordan, TC e Scott presentano il corso di addestramento per medici di guerra al colonnello Parnell, che approva il progetto e concede i fondi; Syd, che doveva inizialmente entrare nel programma, non è tuttavia disponibile e viene sostituita da Amira.
- Guest star: Rana Roy (dott.ssa Amira Anawi), Luis Moncada (Romero), Lindsay Pulsipher (Renée), Carlos Sanz (Max), Isaac Arellanes (Angel), Rob Estes (colonnello Parnell), Sara Hagan (Althea), Chris Bruno (poliziotto), Greg Cromer (Charlie), Mark Consuelos (dott. Cain Diaz).
- Altri interpreti: Esodie Geiger (infermiera Molly Ramos), Alma Sisneros (infermiera Jocelyn Diaz), Trina Siopy (paramedico Sara), Amy Puente (Lina), Shad Adair (agente S.W.A.T.), Ruth A. Ward (donna anziana), Kane Hodder (Tony), Daniel O. Moncada (criminale).

## Rinascita
- Titolo originale: Resurgence
- Scritto da: Brian Anthony
- Diretto da: Jeff Judah

### Trama
Il pronto soccorso inizia il corso di addestramento con un programma di prova di tre giorni. TC, Jordan e Drew collaborano con una squadra S.W.A.T. comandata da Rick durante un attacco armato ad un college: alcuni terroristi di estrema sinistra hanno aperto il fuoco durante la cerimonia di consegna dei diplomi. I medici portano con loro Amira e altri due medici partecipanti al corso, l'insicuro Boon e Reagan, caparbia tenente dei ranger; mentre Jordan e Boon gestiscono il triage, TC, Drew e Reagan soccorrono Wyatt, un docente rimasto ferito, ma vengono tagliati fuori e riescono a salvarsi grazie alla prontezza di Reagan, che mette fuori gioco i terroristi. Drew ha dovuto rinunciare ad entrare alla scuola dei ranger per non lasciare scoperto il posto in ospedale e ha qualche incomprensione con Reagan; la donna, allora, gli confida tutte le rinunce che ha dovuto fare per diventare ranger, ma anche di essersi resa conto che il gioco non vale la candela. Jordan e Amira soccorrono un infermiere rimasto intrappolato in una zona del campus e finiscono in mano ad una dei terroristi, che viene neutralizzata appena in tempo da Rick. Paul e Shannon si occupano di Anna, una ragazza che aveva partecipato al corso di addestramento come vittima durante una simulazione e che viene ricoverata per problemi cardiaci. Anna è appassionata di motori e vorrebbe lasciare la scuola per lavorare in officina, ma non vuole deludere i genitori, che vorrebbero invece per lei una carriera da laureata; Shannon si rende conto di avere lo stesso problema con Jordan e, stanca di non essere apprezzata per ciò che fa, decide di lasciare l'ospedale per lavorare come medico nella riserva dov'è cresciuta. Paul, da parte sua, vuole dimostrare di essere all'altezza dei colleghi e chiede a TC di procurargli un incarico in una zona di guerra; TC, che ha infine deciso di rimanere come istruttore del corso, gli cede il proprio posto in Siria. Il colonnello Parnell, favorevolmente colpito dagli esiti del programma di prova, concede definitivamente i fondi all'ospedale, risolvendone così i problemi economici una volta per tutte. Alla festa di fidanzamento di Kenny e Bella, Drew decide infine di non rinunciare al sogno di diventare un ranger, mentre TC e Jordan risolvono le ultime questioni in sospeso e Paul annuncia al padre la propria partenza per la Siria. L'episodio si chiude con TC, Jordan e Scott che conducono la prima esercitazione del corso in qualità di istruttori.
- Guest star: Missy Peregrym (Reagan), Rana Roy (dott.ssa Amira Anawi), Luke Macfarlane (Rick Lincoln), Erica Tazel (dott.ssa Bella Cummings), Holly Taylor (Anna), Wilmer Calderon (Boon), Aaron Fili (Wyatt), Kasha Kropinski (Bernadine), Rob Estes (colonnello Parnell).
- Altri interpreti: Esodie Geiger (infermiera Molly Ramos), Alma Sisneros (infermiera Jocelyn Diaz), Trina Siopy (paramedico Sara), Andres Segura (Ray).